# Adelén
Adelén Rusillo Steen (4 november 1996, Tønsberg), beter bekend als Adelén, is een Noorse pop-zangeres.

## Biografie
Ze heeft een Spaanse moeder en een Noorse vader. Adelén deed in 2013 mee aan Melodi Grand Prix, de Noorse nationale voorronde voor het Eurovisiesongfestival. Met het nummer Bombo won ze de derde halve finale, en zo stootte ze door naar de finale, waar ze tweede werd.
Na haar optreden bij Melodi Grand Prix kwam Bombo meteen binnen op nummer 2 in de Noorse iTunes. Het nummer werd ook een bescheiden hit in Denemarken.

## Discografie

### Singles
| Jaar | Single  | Chartpositie | Chartpositie | Album |
| Jaar | Single  | NOR          | DEN          | Album |
| ---- | ------- | ------------ | ------------ | ----- |
| 2013 | "Bombo" | 1            | 5            |       |

- Bibsys: 14027234
- International Standard Name Identifier: 0000 0004 6306 0182
- MusicBrainz: e090f60d-443c-465c-bcfc-0bb36a890d27
- Virtual International Authority File: 42145970320132252420